# Renault Brilliance Jinbei Automotive

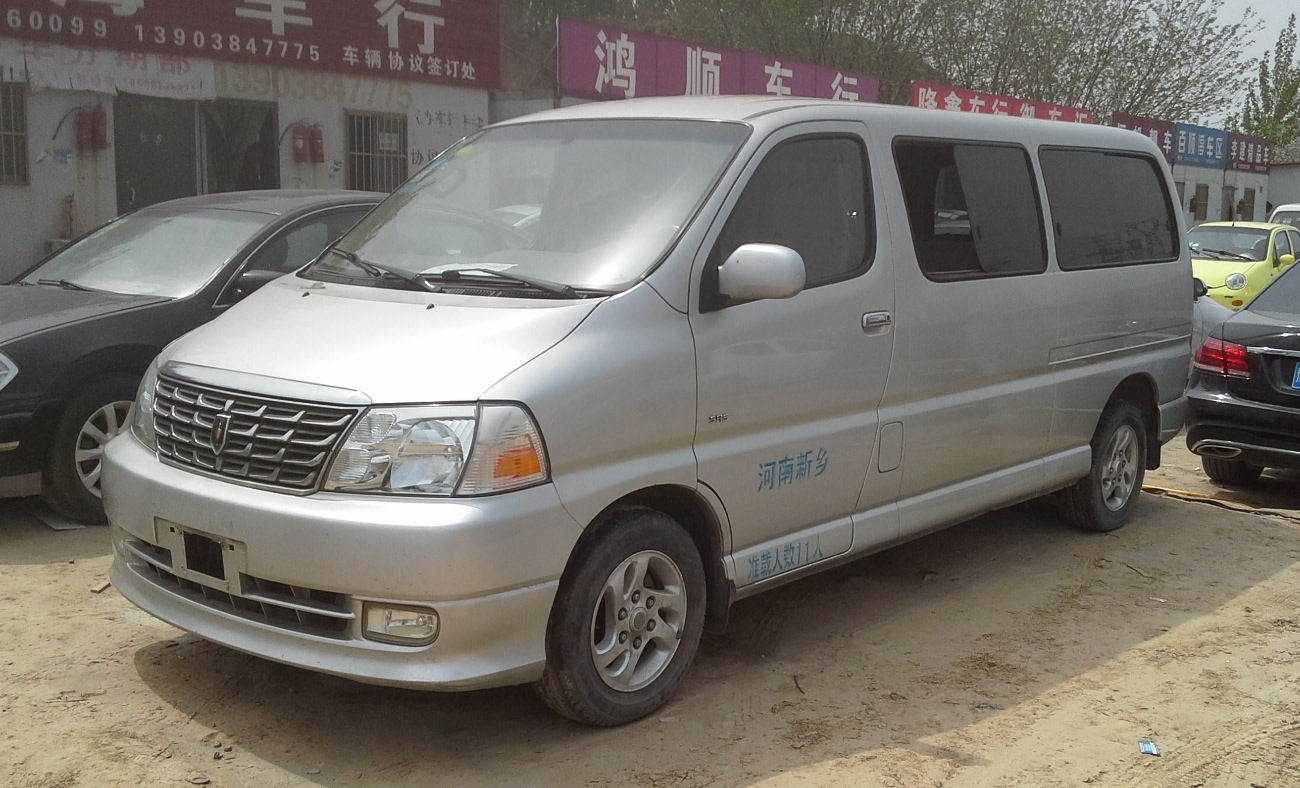
Jinbei Granse

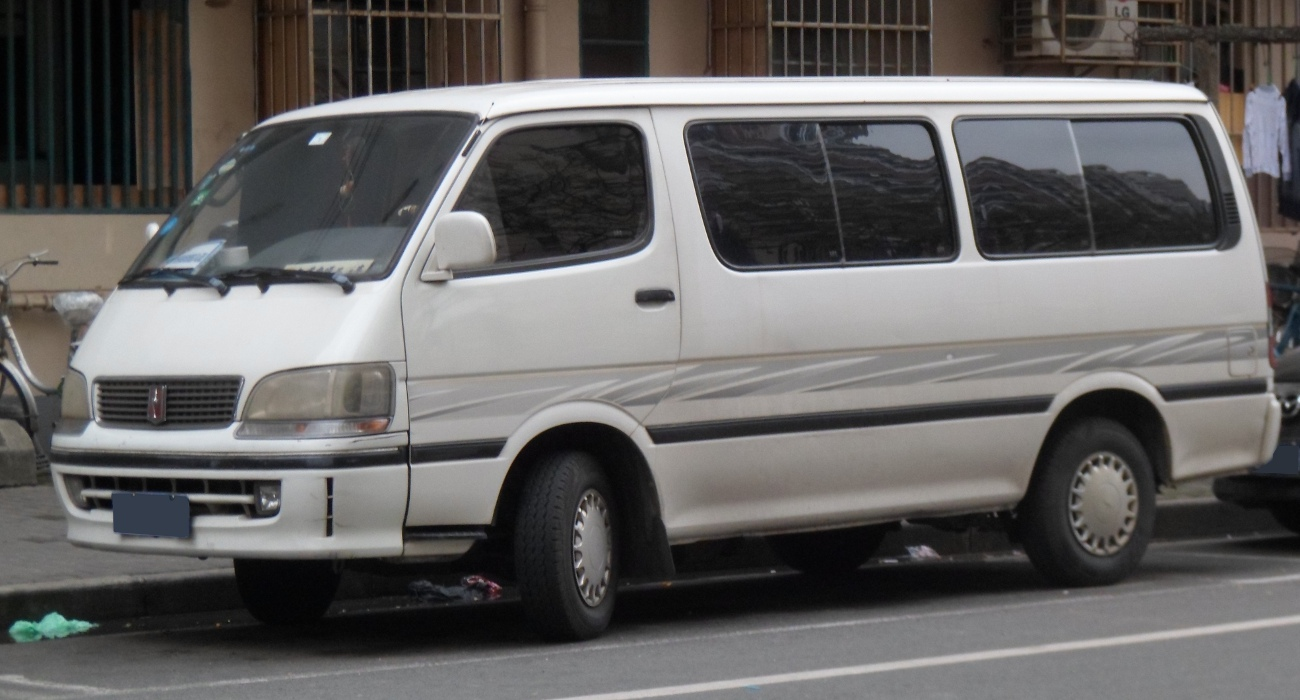
Jinbei Haise

Renault Brilliance Jinbei Automotive ist ein Hersteller von Automobilen aus der Volksrepublik China.

## Unternehmensgeschichte
Shenyang Jinbei Passenger Vehicle Manufacturing wurde 1991 in Shenyang gegründet. Eine Quelle präzisiert auf den 19. Juli 1991. Im gleichen Jahr begann die Produktion von Automobilen nach Lizenzen von Toyota. Der Markenname lautet Jinbei.
Zeitweise hielt die China FAW Group Anteile an dem Unternehmen. 2001 erwarb Brilliance China Automotive Holdings Anteile von FAW und benannte es in Shenyang Brilliance Jinbei Automobile um.
Ende 2017 kam es zu einer Vereinbarung mit Renault. Seit Januar 2018 hält Renault 49 % der Anteile an dem Unternehmen. Die neue Firmierung lautet Renault Brilliance Jinbei Automotive. Das Unternehmen nennt als Gründungsdatum den 15. Dezember 2017.
Ende 2021 meldete das Joint Venture Insolvenz an.

## Fahrzeuge
Im Angebot stehen Vans und Kleinbusse der Marke Jinbei. Die Marke Huasong gab es nur zwischen 2015 und 2020.